# Stenolechia
Stenolechia is een geslacht van vlinders uit de familie van de tastermotten (Gelechiidae).

## Soorten
- S. bathrodyas Meyrick, 1935
- S. deltocausta Meyrick, 1929
- S. frustulenta Meyrick, 1923
- S. gemmella (Linnaeus, 1758) - eikenpalpmot
- S. kodamai Okada, 1962
- S. marginipunctella (Stainton, 1859)
- S. nigrinotella (Zeller, 1847)
- S. notomochla Meyrick, 1935
- S. orsicoma (Meyrick, 1918)
- S. rectivalva Kanazawa, 1984
- S. robusta Kanazawa, 1984
- S. squamifera Kanazawa, 1984
- S. trichaspis (Meyrick, 1918)
- S. zelosaris Meyrick, 1923